# John Sullivan
John Sullivan, ameriški general in politik, * 17. februar 1740, † 23. januar 1795.
Sullivan je bil delegat pri Kontinentalnem kongresu, general med ameriško osamosvojitveno vojno, vodja Sullivanove ekspedicije, državni tožilec New Hampshira, poslanec in govornik državne skupščine New Hampshira, guverner New Hampshira (1786–1789) in zvezni sodnik.